# Randers
Randers és una ciutat danesa de l'est de la península de Jutlàndia, és la capital del municipi de Randers que forma part de la regió de Midtjylland, ambdós creats l'1 de gener del 2007 com a part d'una reforma territorial. És la sisena ciutat del país i a Jutlàndia només és superada en nombre d'habitants per Århus, que és a uns 39 km de distància. Randers també forma part de la Regió metropolitana de l'est de Jutlàndia.
El riu Gudenå, el més llarg de Dinamarca, travessa Randers poc abans d'arribar a la seva desembocadura al Fiord de Randers. El riu ha jugat històricament un paper important a l'economia gràcies al port fluvial que va permetre que la ciutat esdevingués un important centre comercial.
Randers és la seu de la companyia Vestas, la més important del món en la fabricació d'aerogeneradors.

## Personatges il·lustres
- Jens Otto Krag (1914-1978), polític, Primer Ministre de Dinamarca
- Leo Nielsen (1909-1968), ciclista, campió olímpic